# Gajardoïta-(NH₄)
La gajardoïta-(NH₄) és un mineral de la classe dels halurs.

## Característiques
La gajardoïta-(NH₄) és un halur de fórmula química (NH₄)As³⁺₄O₆Cl₂(Ca₀,₅◻₀,₅)(H₂O)₃·2H₂O. Va ser aprovada com a espècie vàlida per l'Associació Mineralògica Internacional en el mes de novembre de l'any 2023, i va ser publicada l'any següent. Cristal·litza en el sistema hexagonal. És l'anàleg amb NH₄ de la gajardoïta.
L'exemplar que va servir per a determinar l'espècie, el que es coneix com a material tipus, es troba conservat a les col·leccions del Museu Mineralògic Fersmann, de l'Acadèmia de Ciències de Rússia, a Moscou (Rússia), amb el número de registre: 6022/1.

## Formació i jaciments
Va ser descoberta al dipòsit de níquel i coure de Khovu-Aksyd, situat al districte de Chedi-Kholsky (Tuvà, Rússia). Aquest dipòsit rus és l'únic indret de tot el planeta on ha estat descrita aquesta espècie mineral.